# Werner Linde
Werner Rudolph Linde (Poznań, 13 ottobre 1944) è un ex cestista lettone naturalizzato australiano.

## Carriera
Con l'Australia ha disputato le Olimpiadi del 1964, segnando 16 punti in 5 partite.